# Perileptus areolatus areolatus
Perileptus areolatus areolatus é uma subespécie de insetos coleópteros pertencente à família Carabidae.
A autoridade científica da subespécie é Creutzer, tendo sido descrita no ano de 1799.
Trata-se de uma subespécie presente no território português.